# Kết quả chi tiết giải bóng đá nữ vô địch quốc gia 2005
Kết quả chi tiết giải bóng đá nữ vô địch quốc gia 2005 là kết quả chi tiết các trận đấu của Giải bóng đá nữ vô địch quốc gia 2005, có tên gọi chính thức là Giải bóng đá nữ vô địch Quốc gia - Cúp Agribank 2005 là mùa giải bóng đá thứ 8 của Giải bóng đá nữ vô địch quốc gia do VFF tổ chức và Ngân hàng Agribank tài trợ. Đây là lần đầu tiên giải đấu có nhà tài trợ.

## Kết quả chi tiết
Lượt đi của Giải bóng đá nữ vô địch quốc gia 2005 sẽ diễn ra từ ngày 23/7 đến 7/8/2005 trên các Sân vận động Hà Đông và Bảo Long. Lượt về sẽ thi đấu trên 2 Sân vân động Cửa Ông và Cẩm Phả (Quảng Ninh) từ ngày 13/8 đến 28/8/2005. Tham dự giải năm nay có 6 đội: Hà Nội, Hà Tây, Hà Nam, Than Cửa Ông, Thái Nguyên và TPHCM.

### Vòng 1
| Hà Tây                                                              | 3–1      | Than Cửa Ông        |
| ------------------------------------------------------------------- | -------- | ------------------- |
| Nguyễn Thị Thành 15' · Lê Thị Oanh 33' · Nguyễn Thị Minh Nguyệt 35' | Chi tiết | Bùi Thị Tuyết 45+1' |

- Cầu thủ xuất sắc nhất trận đấu: Nguyễn Thị Lý (10, Hà Tây).

| Thành phố Hồ Chí Minh | 0–3      | Hà Nam                                                               |
| --------------------- | -------- | -------------------------------------------------------------------- |
|                       | Chi tiết | Vũ Thị Ánh (3) 23' · Trần Thị Mẽ (8) 51' · Nguyễn Thị Hương (10) 53' |

- Cầu thủ xuất sắc nhất trận đấu: Vũ Thị Ánh (3, Hà Nam).

| Hà Nội                            | 3–1      | Thái Nguyên             |
| --------------------------------- | -------- | ----------------------- |
| Đỗ Thị Ngọc Châm (8) 6', 35', 70' | Chi tiết | Hoàng Thị Thơm (18) 21' |

- Cầu thủ xuất sắc nhất trận đấu: Đỗ Thị Ngọc Châm (8, Hà Nội).

### Vòng 2
| Hà Nam | 0–3      | Hà Tây                                                                       |
| ------ | -------- | ---------------------------------------------------------------------------- |
|        | Chi tiết | Lê Thị Oanh (15) 28' · Nguyễn Thị Phương (6) 30' · Nguyễn Thị Thành (11) 69' |

- Cầu thủ xuất sắc nhất trận đấu: Nguyễn Thị Muôn (7, Hà Tây).

| Hà Nội | 0–2      | Thành phố Hồ Chí Minh     |
| ------ | -------- | ------------------------- |
|        | Chi tiết | Đỗ Hồng Tiến (9) 25', 73' |

- Cầu thủ xuất sắc nhất trận đấu: Đỗ Hồng Tiến (9, Thành phố Hồ Chí Minh).

| Than Cửa ông                              | 2–1      | Thái Nguyên             |
| ----------------------------------------- | -------- | ----------------------- |
| Thuỳ Linh (3) 45+1' · Lê Thị Hiền (8) 54' | Chi tiết | Hoàng Thị Thơm (18) 11' |

- Cầu thủ xuất sắc nhất trận đấu: Lê Thị Hiền (8, Than Cửa ông).

### Vòng 3
| Hà Nam             | 1–1      | Hà Nội                     |
| ------------------ | -------- | -------------------------- |
| Vũ Thị Ánh (3) 53' | Chi tiết | Bùi Thị Tuyết Mai (10) 23' |

- Cầu thủ xuất sắc nhất trận đấu: Nguyễn Thị Hương (10-Hà Nam).

| Thái Nguyên | 0–3      | Hà Tây                                                                          |
| ----------- | -------- | ------------------------------------------------------------------------------- |
|             | Chi tiết | Nguyễn Thị Muôn (7) 10' · Nguyễn Thị Thành (11) 55', 77' · Lê Thị Oanh (15) 69' |

- Cầu thủ xuất sắc nhất trận đấu: Nguyễn Thị Thành (11- Hà Tây).

| Thành phố Hồ Chí Minh                                                       | 3–0      | Than Cửa Ông |
| --------------------------------------------------------------------------- | -------- | ------------ |
| Đỗ Hồng Tiến (9) 15' · Lê Thị Hồng Nga (20) 78' · Đoàn Thị Kim Chi (14) 82' | Chi tiết |              |

- Cầu thủ xuất sắc nhất trận đấu: Đoàn Thị Kim Chi (14 - TPHCM).

### Vòng 4
| Thái Nguyên | 0–2      | Thành phố Hồ Chí Minh                          |
| ----------- | -------- | ---------------------------------------------- |
|             | Chi tiết | Lê Thị Hồng Nga (20) 3' · Đỗ Kim Thoa (25) 24' |

- Cầu thủ xuất sắc nhất trận đấu: Lê Thị Hồng Nga (20 - TPHCM).

| Than Cửa ông | 0–2      | Hà Nam                                           |
| ------------ | -------- | ------------------------------------------------ |
|              | Chi tiết | Nguyễn Thị Hương (10) 40' · Vũ Thị Ánh (3) 45+2' |

- Cầu thủ xuất sắc nhất trận đấu: Nguyễn Thị Hương (10- Hà Nam).

| Hà Tây                   | 1–0      | Hà Nội |
| ------------------------ | -------- | ------ |
| Nguyễn Thị Lý (10) 45+1' | Chi tiết |        |

- Cầu thủ xuất sắc nhất trận đấu: Nguyễn Thị Lý (10, Than Cửa ông).

### Vòng 5
| Hà Nam                                                                      | 3–0      | Thái Nguyên |
| --------------------------------------------------------------------------- | -------- | ----------- |
| Trần Thị Mẽ (8) 1' (48s) · Vũ Thị Lành (11) 38' · Nguyễn Thị Hương (10) 56' | Chi tiết |             |

- Cầu thủ xuất sắc nhất trận đấu: Nguyễn Thị Hương (10- Hà Nam).

| Thành phố Hồ Chí Minh                              | 2–2      | Hà Tây                                              |
| -------------------------------------------------- | -------- | --------------------------------------------------- |
| Đỗ Hồng Tiến (9) 87' · Đoàn Thị Kim Chi (14) 90+2' | Chi tiết | Nguyễn Thị Muôn (7) 20' · Nguyễn Thị Thành (11) 86' |

- Cầu thủ xuất sắc nhất trận đấu: Nguyễn Thị Thành (11, Hà Tây).

| Hà Nội                                            | 3–2      | Than Cửa Ông                                            |
| ------------------------------------------------- | -------- | ------------------------------------------------------- |
| Nguyễn Kim Tiến (9) 34', 83' · Từ Thị Phụ (6) 70' | Chi tiết | Nguyễn Thị Diệu Huyền (6) 25' · Nguyễn Thị Hải (14) 36' |

- Cầu thủ xuất sắc nhất trận đấu: Nguyễn Kim Tiến (9, Hà Nội).

### Vòng 6
| Than Cửa Ông | 0–0      | Hà Tây |
| ------------ | -------- | ------ |
|              | Chi tiết |        |

- Cầu thủ xuất sắc nhất trận đấu: Hoàng Thị Bằng (1, Than Cửa ông).

| Thành phố Hồ Chí Minh | 1–0      | Hà Nam |
| --------------------- | -------- | ------ |
| Đỗ Hồng Tiến (9) 55'  | Chi tiết |        |

- Cầu thủ xuất sắc nhất trận đấu: Đỗ Hồng Tiến (9-Tp.HCM).

| Hà Nội                                                                | 5–2      | Thái Nguyên                               |
| --------------------------------------------------------------------- | -------- | ----------------------------------------- |
| Huyền Linh (11) 15', 32', 42' · Từ Thị Phụ (6) 70' · Kim Tiến (9) 90' | Chi tiết | Lương Thị Đào (10) 50' · Mỹ Dung (17) 83' |

- Cầu thủ xuất sắc nhất trận đấu: Huyền Linh (11-Hà Nội).

### Vòng 7
| Thành phố Hồ Chí Minh                 | 2–0      | Hà Nội |
| ------------------------------------- | -------- | ------ |
| Hồng Tiến (9) 16' · Hồng Nga (20) 27' | Chi tiết |        |

- Cầu thủ xuất sắc nhất trận đấu: Hồng Nga (20, TPHCM).

| Hà Tây               | 1–1      | Hà Nam             |
| -------------------- | -------- | ------------------ |
| Lê Thị Oanh (15) 73' | Chi tiết | Vũ Thị Ánh (3) 88' |

- Cầu thủ xuất sắc nhất trận đấu: Lê Thị Oanh (15, Hà Tây).

| Thái Nguyên                                | 2–5      | Than Cửa Ông                                                                               |
| ------------------------------------------ | -------- | ------------------------------------------------------------------------------------------ |
| Hoài Anh (4) 34' · Dương Thị Quyên (7) 41' | Chi tiết | Lê Thị Hiền (8) 8' · Hoài Thu (11) 14' · Nguyễn Thị Hải (14) 28', 36' · Thuỳ Linh (12) 58' |

- Cầu thủ xuất sắc nhất trận đấu: Hoài Thu (11, Than Cửa ông).

### Vòng 8
| Hà Nội | 0–0      | Hà Nam |
| ------ | -------- | ------ |
|        | Chi tiết |        |

- Cầu thủ xuất sắc nhất trận đấu: Nguyễn Thị Ngọc (1, Hà Nam).

| Hà Tây                                                                                                   | 6–0      | Thái Nguyên |
| --- | -------- | ----------- |
| Nguyễn Thị Thành (11) 5', 18', 23' · Thuỳ Linh (18) 9' · Lê Thị Oanh (15) 31' · Nguyễn Thị Diệp (14) 65' | Chi tiết |             |

- Cầu thủ xuất sắc nhất trận đấu: Nguyễn Thị Thành (11, Hà Tây).

| Than Cửa Ông                         | 2–0      | Thành phố Hồ Chí Minh |
| ------------------------------------ | -------- | --------------------- |
| Diệu Huyền (6) 10' · Mai Lan (7) 12' | Chi tiết |                       |

- Cầu thủ xuất sắc nhất trận đấu: Mai Lan (7) (12, Than Cửa Ông).

### Vòng 9
| Thành phố Hồ Chí Minh                | 2–1      | Thái Nguyên            |
| ------------------------------------ | -------- | ---------------------- |
| Hồng Nga (20) 28' · Kim Chi (14) 40' | Chi tiết | Dương Thị Quyên (7) 9' |

- Cầu thủ xuất sắc nhất trận đấu: Hồng Nga (20, TPHCM).

| Hà Nam          | 1–1      | Than Cửa Ông    |
| --------------- | -------- | --------------- |
| Hải Anh (9) 15' | Chi tiết | Mai Lan (7) 85' |

- Cầu thủ xuất sắc nhất trận đấu: Nguyễn Thị Hương (10- Hà Nam).

| Hà Nội | 0–0      | Hà Tây |
| ------ | -------- | ------ |
|        | Chi tiết |        |

- Cầu thủ xuất sắc nhất trận đấu: Đỗ Thu Trang (1-Hà Tây).

### Vòng 10
| Hà Nam | 7–0      | Thái Nguyên |
| --- | -------- | ----------- |
| Văn Thị Thanh (7) 7', 66' · Vũ Thị Lành (11) 58', 62' · Nguyễn Thị Hương (10) 72', 90+2' · Thuý Hà (4) 83' | Chi tiết |             |

- Cầu thủ xuất sắc nhất trận đấu: Vũ Thị Lành (11-Hà Nam).

| Thành phố Hồ Chí Minh                            | 2–1      | Hà Tây                  |
| ------------------------------------------------ | -------- | ----------------------- |
| Đỗ Hồng Tiến (9) 75' · Đoàn Thị Kim Chi (14) 87' | Chi tiết | Nguyễn Thị Nga (12) 85' |

- Cầu thủ xuất sắc nhất trận đấu: Đỗ Hồng Tiến (9-TPHCM).

| Than Cửa Ông             | 1–1      | Hà Nội               |
| ------------------------ | -------- | -------------------- |
| Lê Thị Hoài Thu (11) 46' | Chi tiết | Đỗ Ngọc Châm (8) 18' |

- Cầu thủ xuất sắc nhất trận đấu: Đỗ Ngọc Châm (8-Hà Nội).

## Bảng xếp hạng
| Vị trí | Đội bóng     | Trận | Thắng | Hòa | Thua | Hiệu số | Điểm số |
| 1      | TPHCM        | 10   | 7     | 1   | 2    | 16-9    | 22      |
| 2      | Hà Tây       | 10   | 5     | 4   | 1    | 20-6    | 19      |
| 3      | Hà Nam       | 10   | 4     | 4   | 2    | 18-7    | 16      |
| 4      | Hà Nôi       | 10   | 3     | 4   | 3    | 13-12   | 13      |
| 5      | Than Cua Ông | 10   | 3     | 3   | 4    | 14-16   | 12      |
| 6      | Thái Nguyên  | 10   | 0     | 0   | 10   | 7-38    | 0       |

## Tốp ghi bàn
| Số bàn thắng | Tên cầu thủ - số áo   | Đội bóng     |
| 8            | Nguyễn Thị Thành (11) | Hà Tây       |
| 7            | Đỗ Hồng Tiến (9)      | TP HCM       |
| 7            | Nguyễn Thị Hương (10) | Hà Nam       |
| 5            | Vũ Thị Lành (11)      | Hà Nam       |
| 4            | Vũ Thị Ánh (3)        | Hà Nam       |
| 4            | Lê Thị Oanh (15)      | Hà Tây       |
| 4            | Lê Thị Hồng Nga (20)  | TP HCM       |
| 4            | Đỗ Ngọc Châm (8)      | Hà Nội       |
| 4            | Đoàn Kim Chi (14)     | TPHCM        |
| 3            | Nguyễn Kim Tiến (9)   | Hà Nội       |
| 3            | Huyền Linh (3)        | Hà Nội       |
| 3            | Nguyễn Thị Hải (14)   | Than Cửa Ông |